# Zweiwegefahrzeug

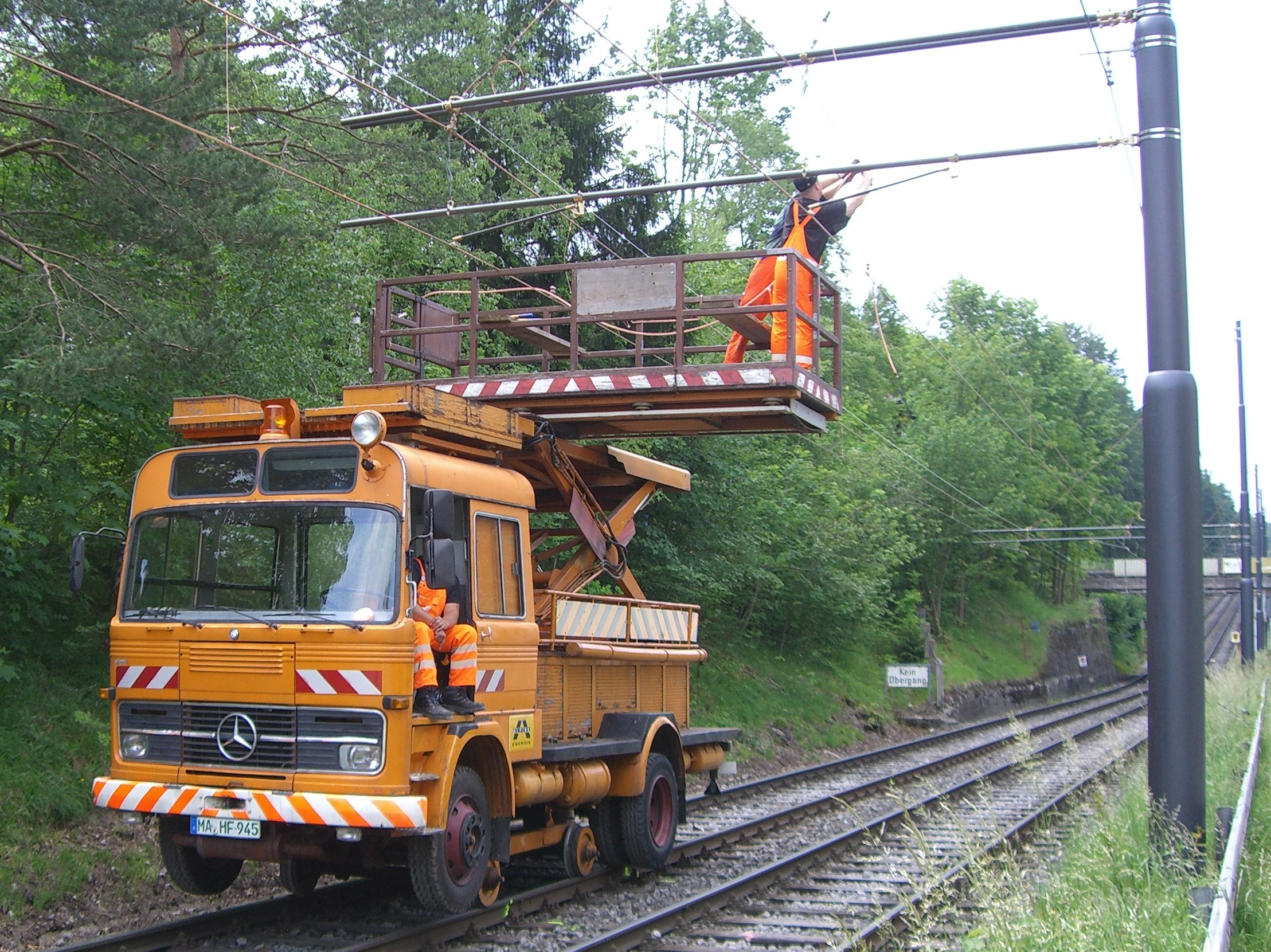
Zweiwegefahrzeug mit Hubarbeitsbühne zur Fahrleitungsmontage (Kategorie 9A)

Ein Zweiwegefahrzeug ist ein Fahrzeug, das sowohl auf der Straße als auch auf Gleisen fahren kann. Zum Ein- und Ausgleisen werden Eingleisstellen genutzt. Fahrzeuge dieser Art sind zumeist Baumaschinen (etwa Zweiwegebagger), Wartungsfahrzeuge oder als Rangiermittel für den (Bahn-)Rangierdienst.
Ein frühes Beispiel waren bei einigen Pferdebahnbetrieben, beispielsweise in Paris, eingesetzte Perambulator- oder Auslenkwagen, die so konstruiert waren, dass sie die Gleise verlassen und entgegenkommende oder vorausfahrende Wagen auf der Straße passieren konnten.
Ein Zweiwegefahrzeug ist nicht mit einem Zweisystemfahrzeug bei Eisenbahnen zu verwechseln, das mit unterschiedlichen Spannungen oder Stromarten zurechtkommt. Der Begriffsherkunft zufolge sind Amphibienfahrzeuge auch Zweiwegefahrzeuge, da sie sowohl an Land als auch auf dem Wasser fahren können. Auch Pferdeschlitten mit Schneekufen und Rädern haben zwei unterschiedlich funktionierende Fahrmechanismen.

## Kategorien
Die Norm EN 15746-1 teilt Zweiwegefahrzeuge aufgrund ihrer Konfiguration der Straßen- und Schienenräder in vier Kategorien ein:
- Fahrzeuge der Kategorie 8 dürfen in Züge eingestellt werden. Dafür müssen sie mit einer entsprechenden Zug- und Stoßeinrichtung ausgerüstet und für die wirkenden Kräfte ausgelegt sein. Einschränkungen sind zulässig, z. B. dass diese Fahrzeuge nur am Anfang oder am Ende eines Zuges eingestellt werden dürfen.
- Bei Fahrzeugen der Kategorie 9A (in Deutschland auch Kategorie 1[3]) erfolgt der Antrieb direkt über Schienenräder (Schienenfahreinrichtung), häufig mittels eines hydrostatischen Antriebs. Diese tragen auch die vollständige Fahrzeugmasse.
- Bei Fahrzeugen der Kategorie 9B (in Deutschland auch Kategorie 2[3]) erfolgt der Antrieb über Schienenräder (Schienenfahreinrichtung), die indirekt über die vorhandenen Straßenräder angetrieben werden. Die Fahrzeugmasse wird vollständig von den Schienenrädern getragen.
- Bei Fahrzeugen der Kategorie 9C (in Deutschland auch Kategorie 3[3]) erfolgt der Antrieb auf Gleisen ebenso wie auf der Straße über die Straßenräder, jedoch sind zur Spurführung zusätzlich separate Führungsräder vorhanden (Schienenführungseinrichtung). Die Fahrzeugmasse wird teilweise von der Führungseinrichtung und teilweise von den Gummireifen getragen.

Je nach Kategorisierung schreibt die Norm weitergehende technische Vorschriften vor. Nationale Besonderheiten können die Vorgaben der Norm weiter einschränken bzw. ergänzen. So wird beispielsweise in Frankreich und Italien die Einstellung von Fahrzeuge der Kategorie 8 in Züge nicht empfohlen. Des Weiteren werden in den Niederlanden Fahrzeuge der Kategorie 9C nicht empfohlen.

## Ausrüstung

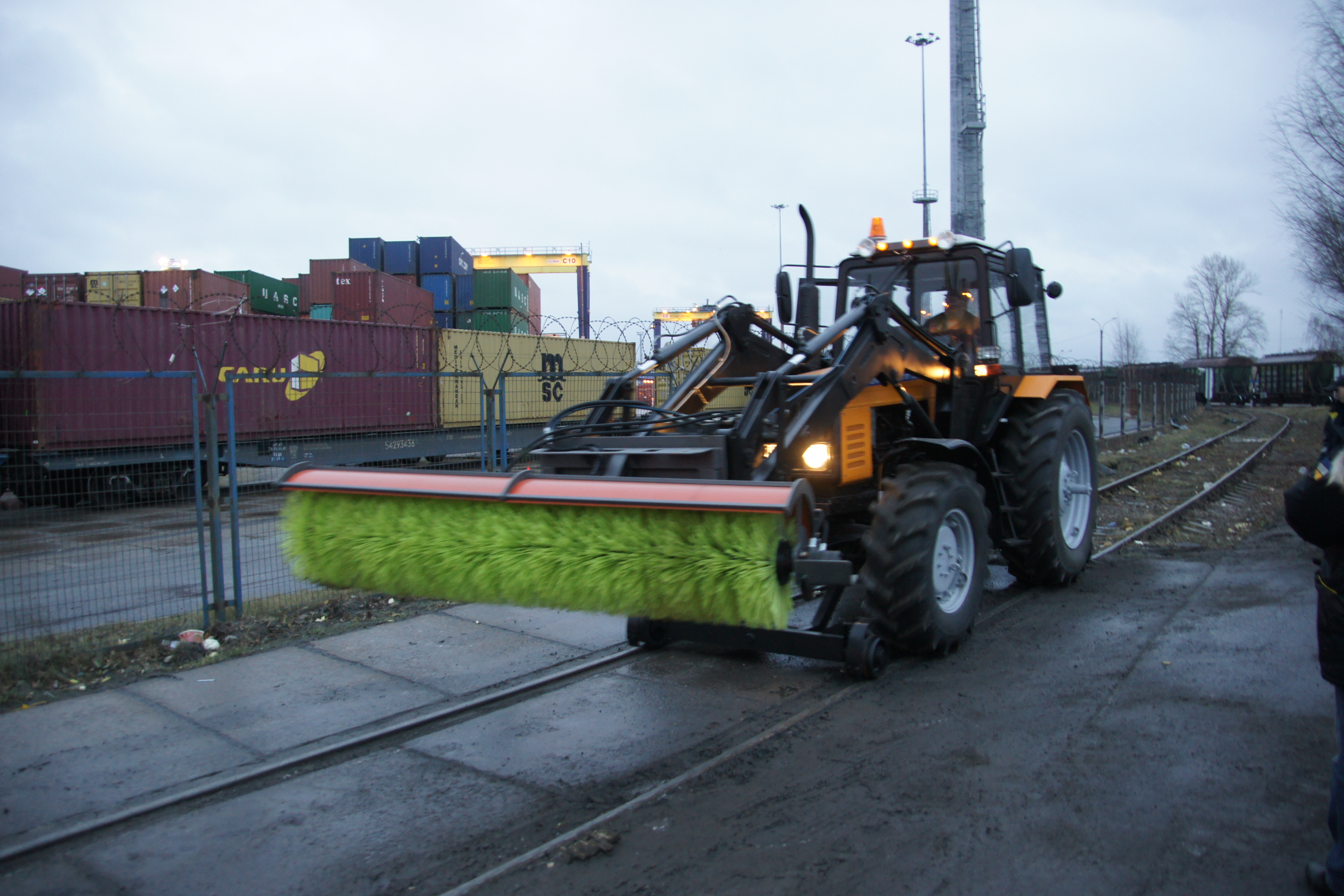
Zweiwege-Traktor an einer Eingleisstelle

Grundsätzlich müssen Zweiwegefahrzeuge die Fahrzeugbegrenzungslinien einhalten und die Fahr-, Entgleisungs- und Standsicherheit gewährleistet sein. Während der Arbeit darf das Fahrzeug und dessen bewegliche Teile nicht in das Lichtraumprofil des benachbarten Betriebsgleises und nicht mit der spannungsführenden Oberleitung in Kontakt gelangen. Dies kann durch eine Begrenzungsvorrichtung (Schwenk- und Hubbegrenzung) verhindert werden. In der Fahrtstellung müssen Zweiwegefahrzeuge mit Signallichtern ausgestattet sein und akustische Warnsignale von sich geben können. Sollen Zweiwegefahrzeuge Regelfahrzeuge (z. B. Güterwagen) befördern, so sind diese mit einer durchgängigen Druckluftbremse auszurüsten. Weitere Ausrüstungen können durch nationale Richtlinien und Normen vorgeschrieben werden.

## Betrieb
Zweiwegefahrzeuge werden, unabhängig von der Norm EN 15746-1, national unterschiedlich betrieblich gehandhabt.

### Deutschland
Betrieblich gesehen werden in Deutschland Zweiwegefahrzeuge entweder als Schwere Nebenfahrzeuge (Schwerkleinwagen) oder als Kleinwagen eingestuft, je nachdem ob die sichere Funktion von Radsensoren und Gleisfreimeldeanlagen gewährleistet ist oder nicht. Bei Fahrzeugen, die der Kategorie 9C zugeordnet und als schweres Nebenfahrzeug betrieben werden, muss der Anpressdruck eines Radsatzes mindestens 4 Tonnen betragen. Zweiwegefahrzeuge, die als Schwere Nebenfahrzeuge eingestuft sind und dies der geplante Einsatz erfordert, müssen zusätzlich mit einer Punktförmigen Zugbeeinflussung ausgerüstet sein. Gemäß EBO müssen Zweiwegefahrzeuge, die schneller als 20 km/h verkehren mit einer Sicherheitsfahrschaltung ausgestattet sein.
Zweiwegefahrzeuge der Kategorie 9C bzw. 3, die mit Straßenrädern ausgerüstet sind, die mit den Gleismagneten der punktförmigen Zugbeeinflussung kollidieren, dürfen auf Gleisen mit eingebauten Gleismagneten nur eingesetzt werden, wenn sie in der Lage sind, sich auf der Spurführungseinrichtung soweit hochzudrücken, dass die Straßenräder die Gleismagnete nicht berühren.

### Schweiz
In der Schweiz werden Zweiwegefahrzeuge als Besondere Fahrzeuge gehandhabt und dürfen dort nur auf geschlossenen und gesicherten Gleisen betrieben werden. Fahrzeuge ohne die normale Zug- und Stoßeinrichtung dürfen nur mit maximal 40 km/h auf der Strecke verkehren. Solche mit normaler Zug- und Stoßeinrichtung im Netz der SBB mit maximal 60 km/h.

## Beispiele

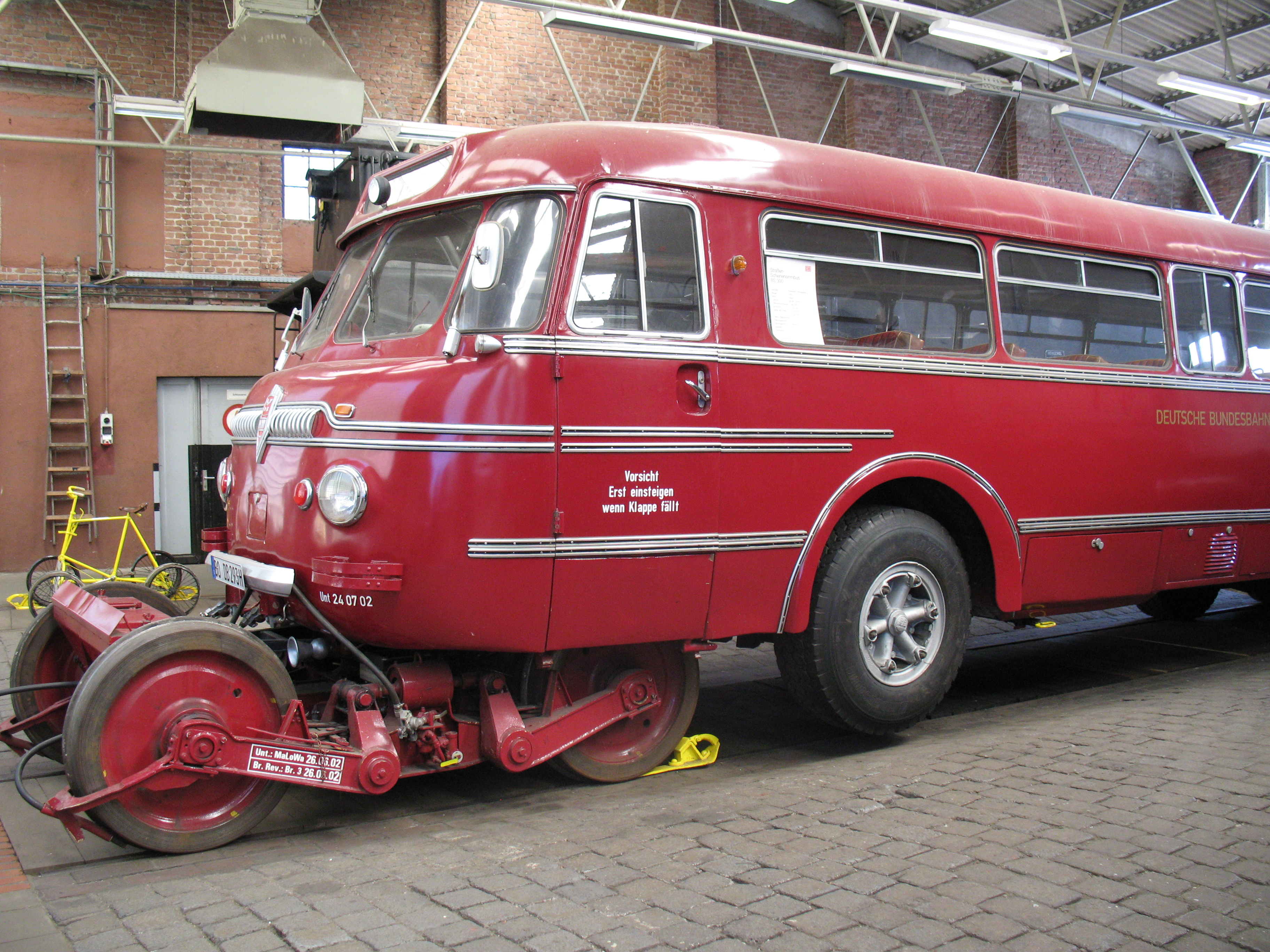
Schienen-Straßen-Omnibus
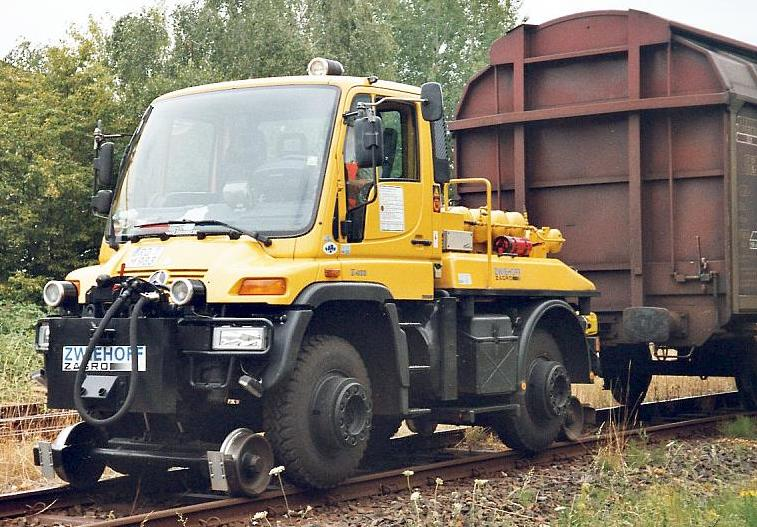
Zweiwege-Unimog im Rangierdienst (Kategorie 9C)
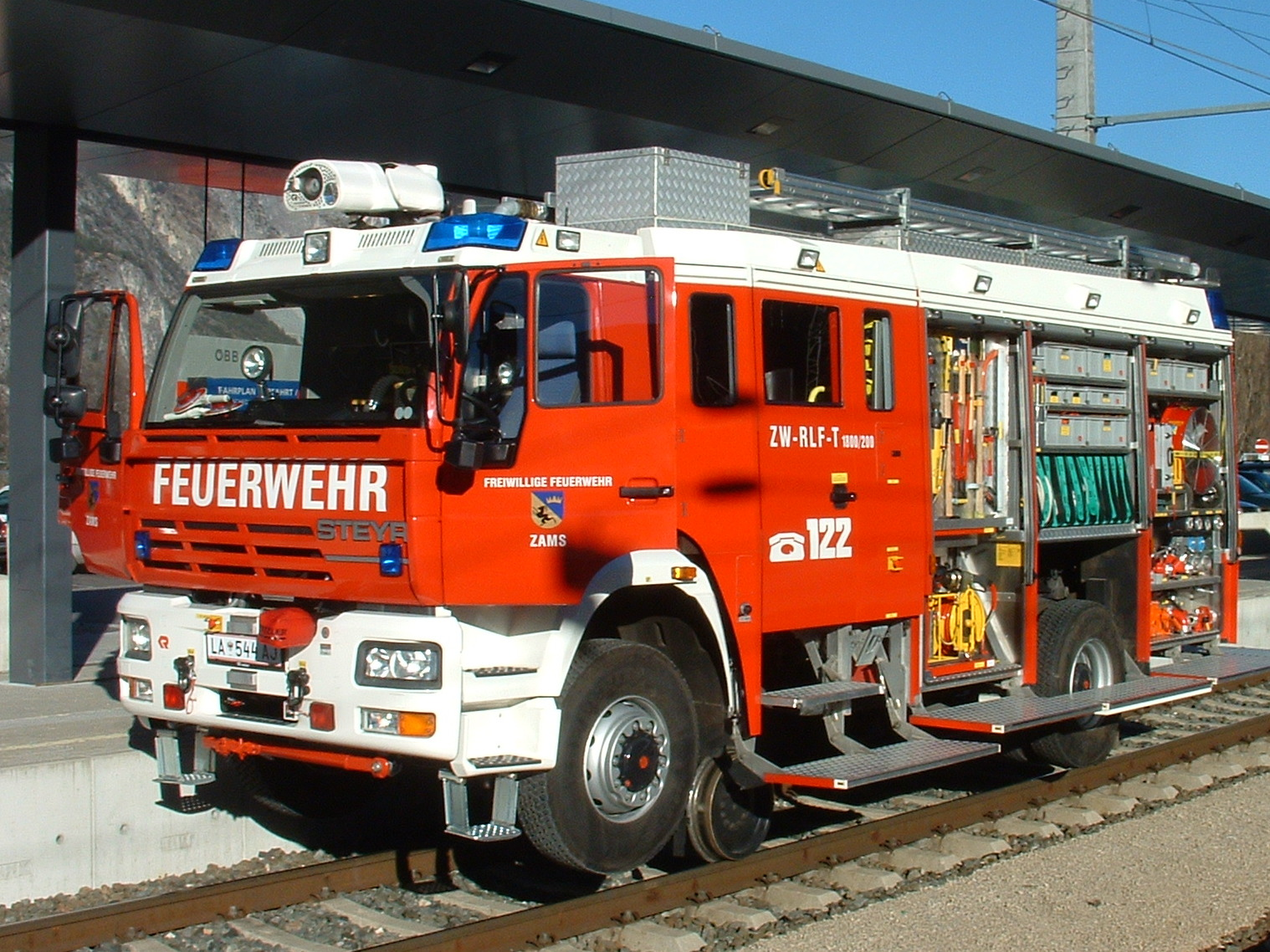
Zweiwegefahrzeug der Freiwilligen Feuerwehr Zams (Kategorie 9A)
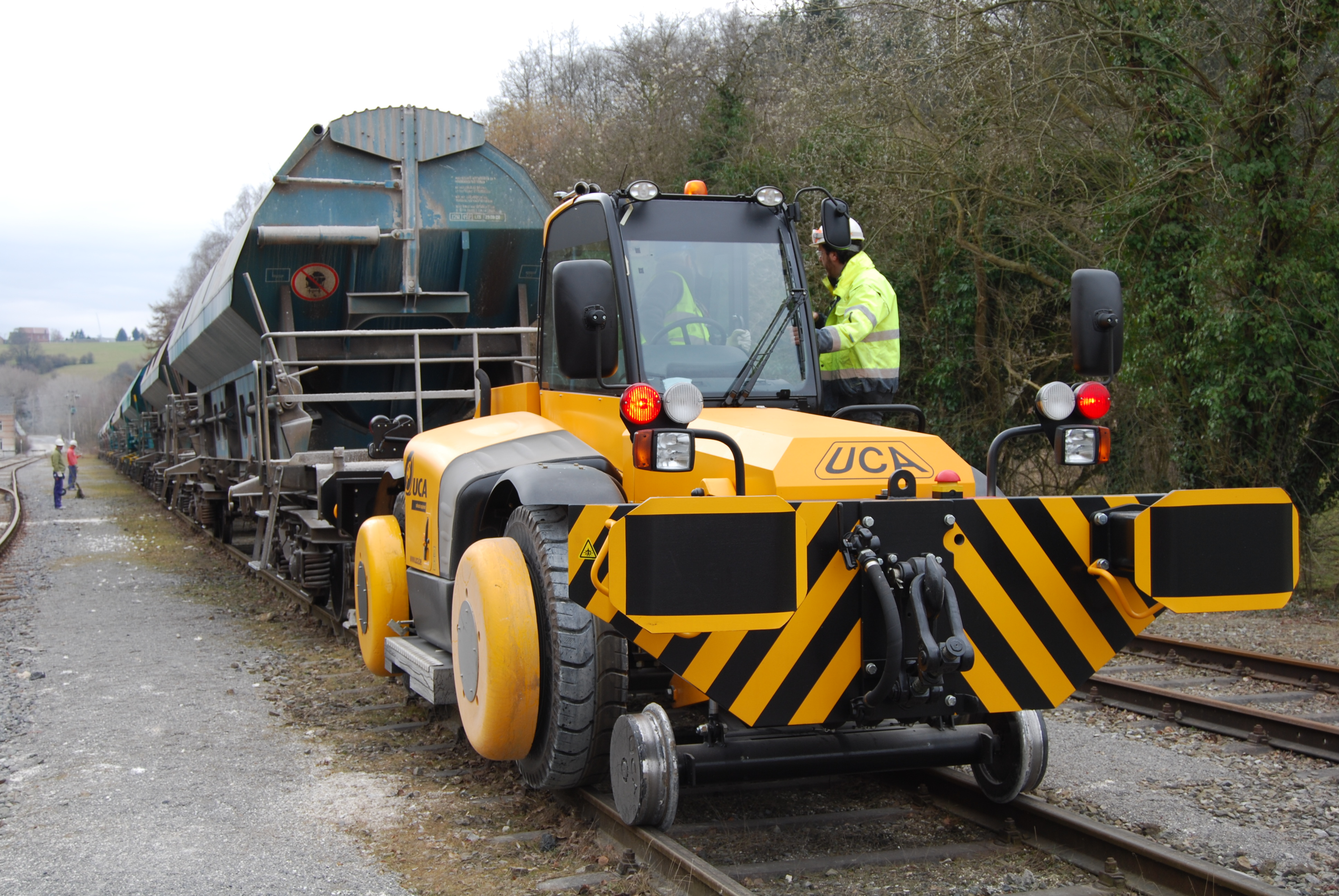
Zweiwege-Rangierfahrzeug / Zugmodul UCA-TRAC B16
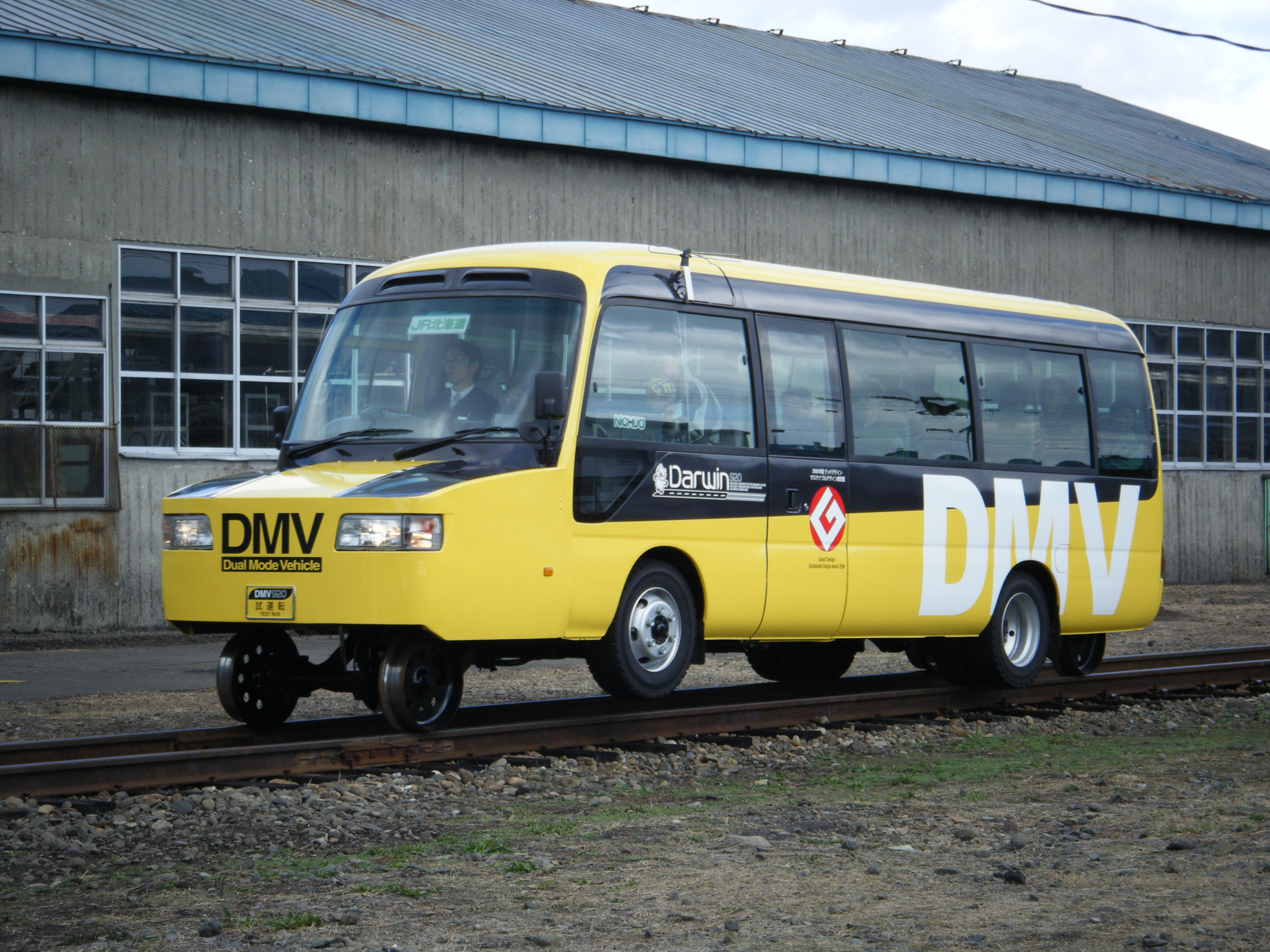
DMV (Dual Mode Vehicle) zur Personenbeförderung von JR Hokkaido
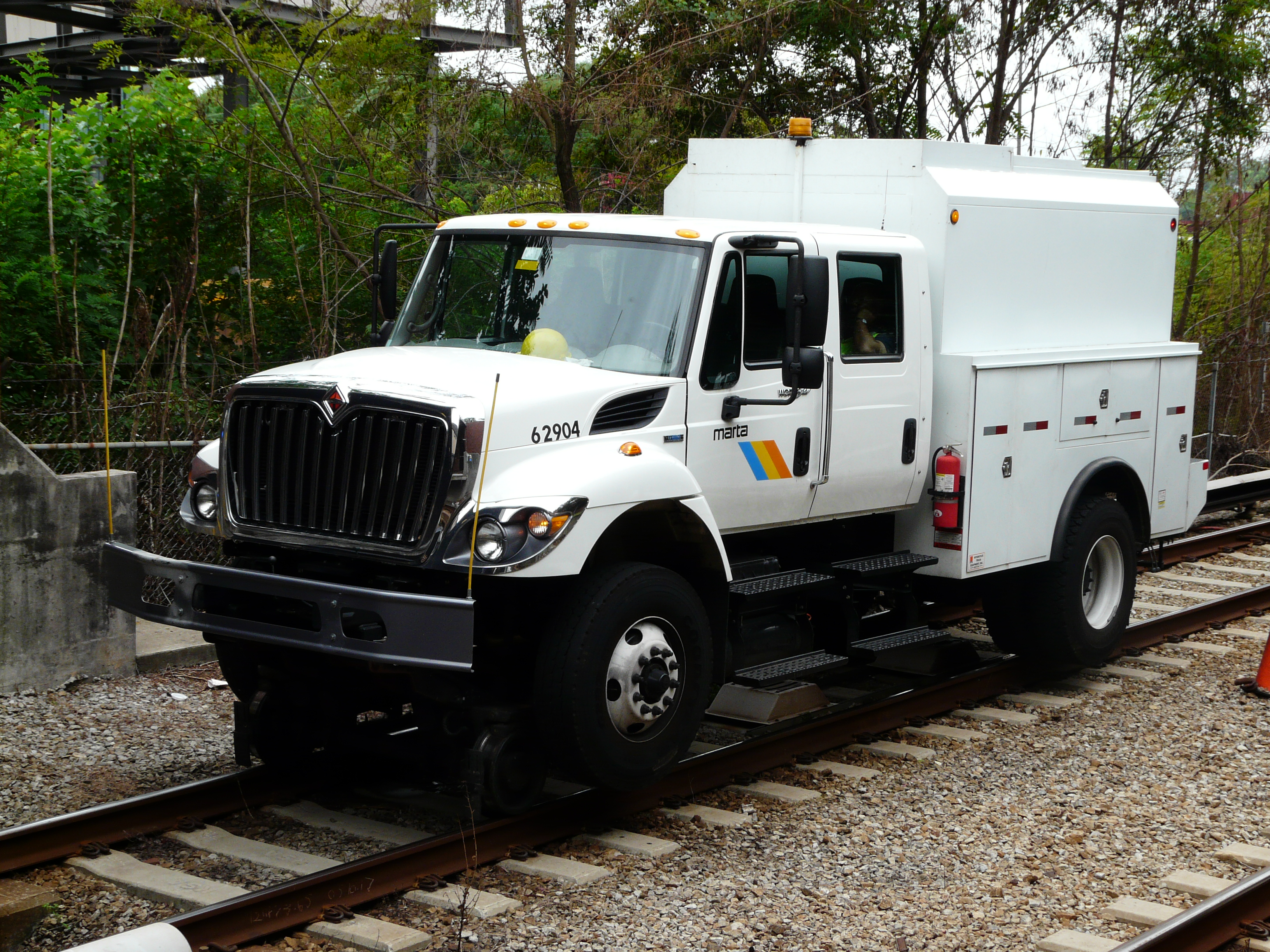
Wartungsfahrzeug der Metropolitan Atlanta Rapid Transit Authority
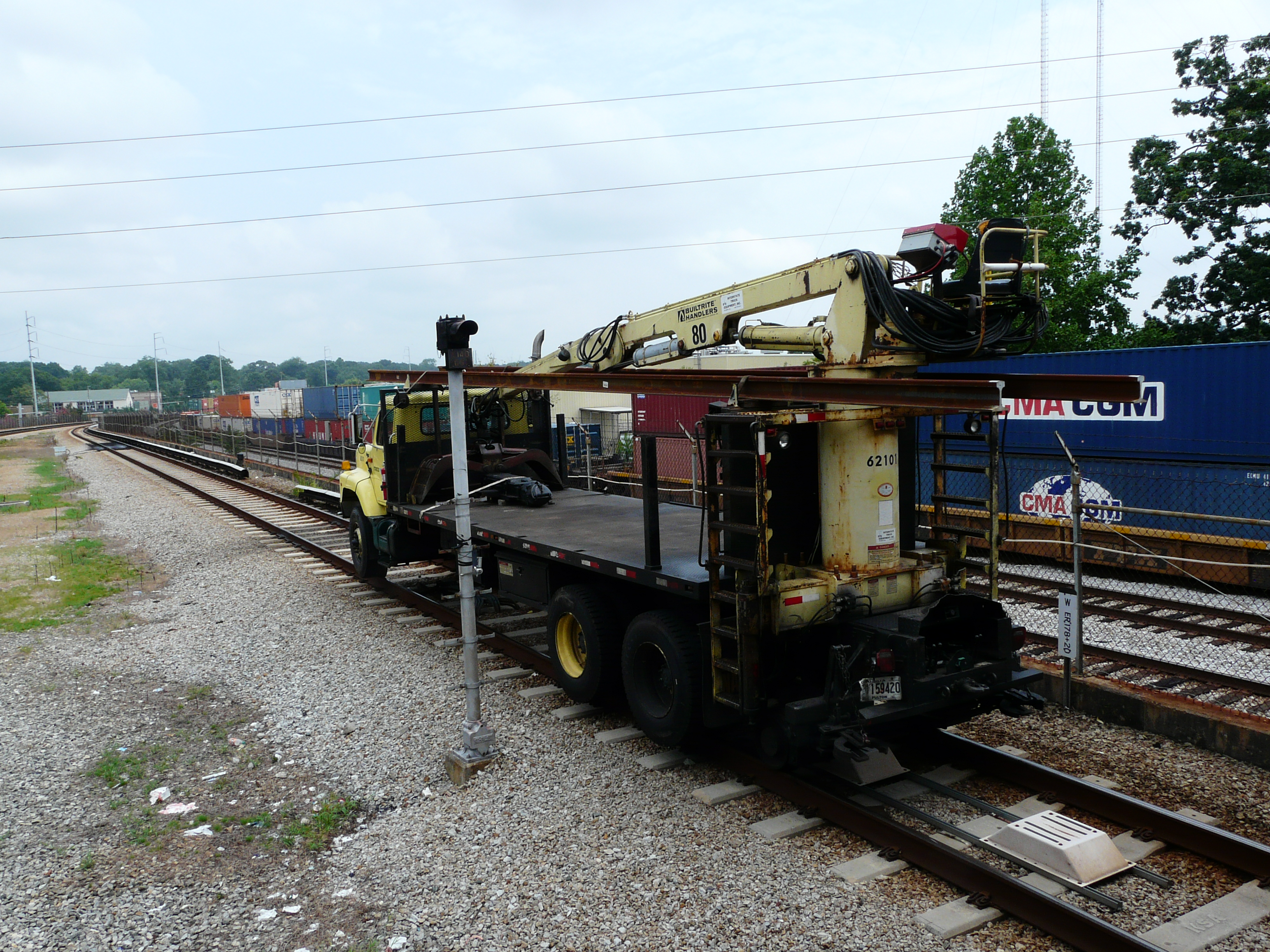
Wartungsfahrzeug der Metropolitan Atlanta Rapid Transit Authority
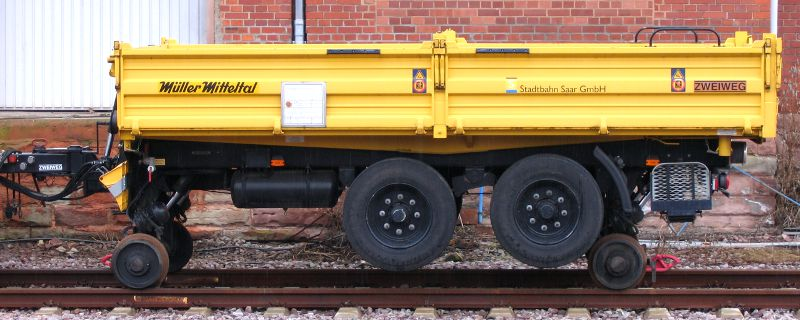
Anhänger als Zweiwegefahrzeug; da die Straßenräder nicht dem Antrieb dienen, können sie im Schienenbetrieb komplett hochgestellt werden
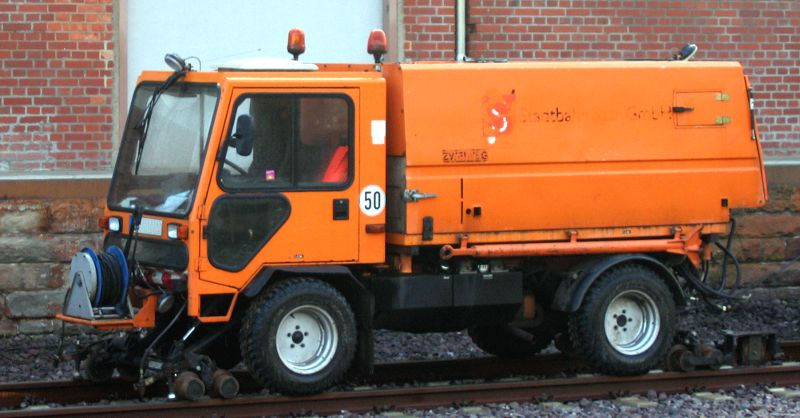
multifunktionaler Kleinst-Lkw als Zweiwegefahrzeug (u. a. zur Schienenreinigung bei einer Stadtbahn)
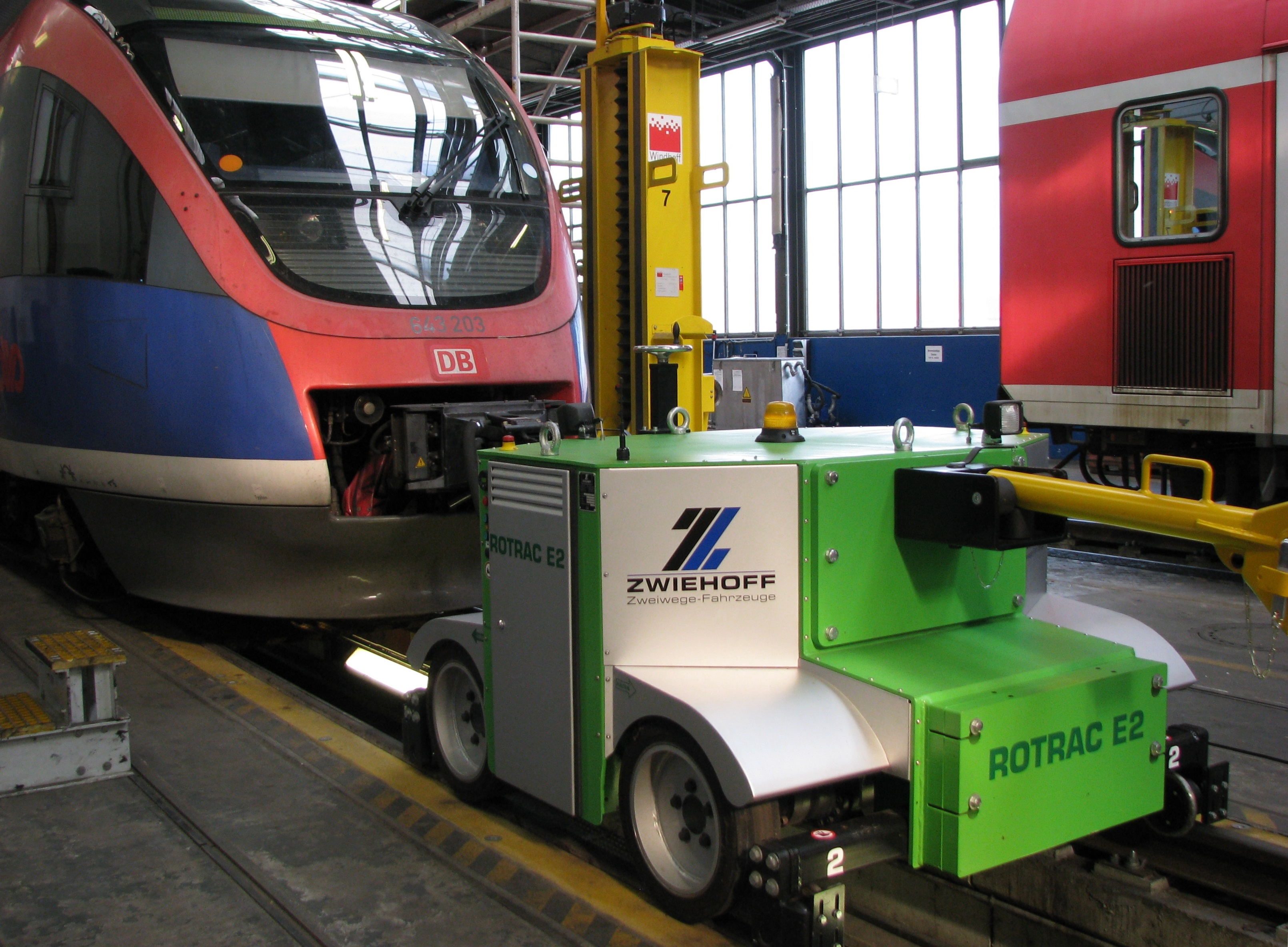
Kleines Rangiergerät für bis zu 250 t Anhängelast mit Antrieb über akkumulatorgespeiste Elektromotoren
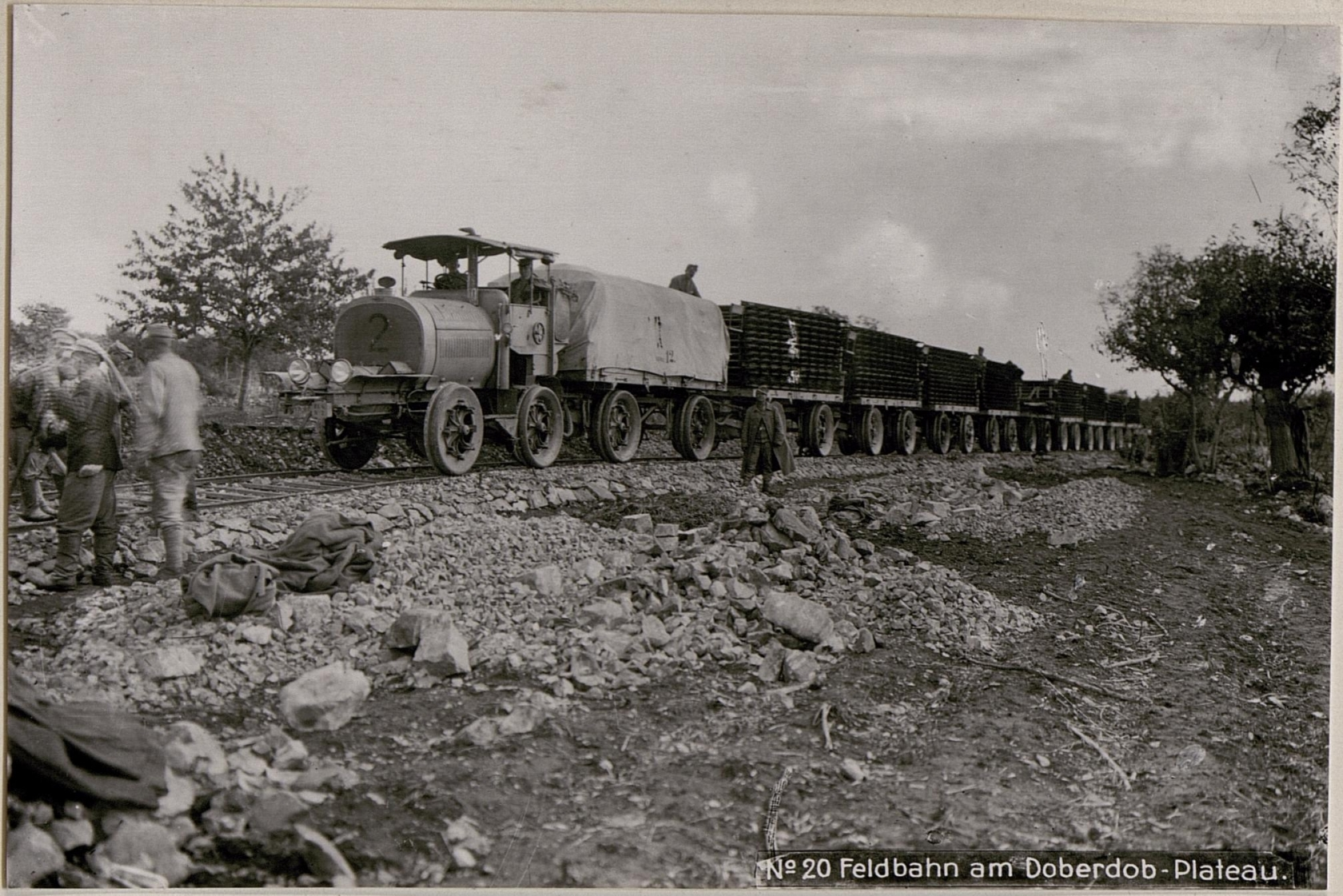
k.u.k. Landwehrzug mit Allachsantrieb durch Radnabenmotoren auf den Feldbahnen bei Komen im Ersten Weltkrieg
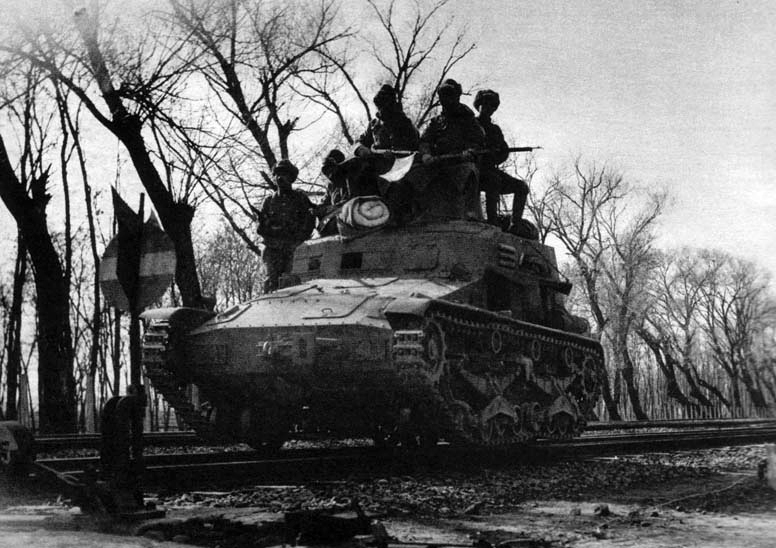
Japanischer Schienen-Panzerwagen So-Ki Typ 95 während des Zweiten Weltkrieges
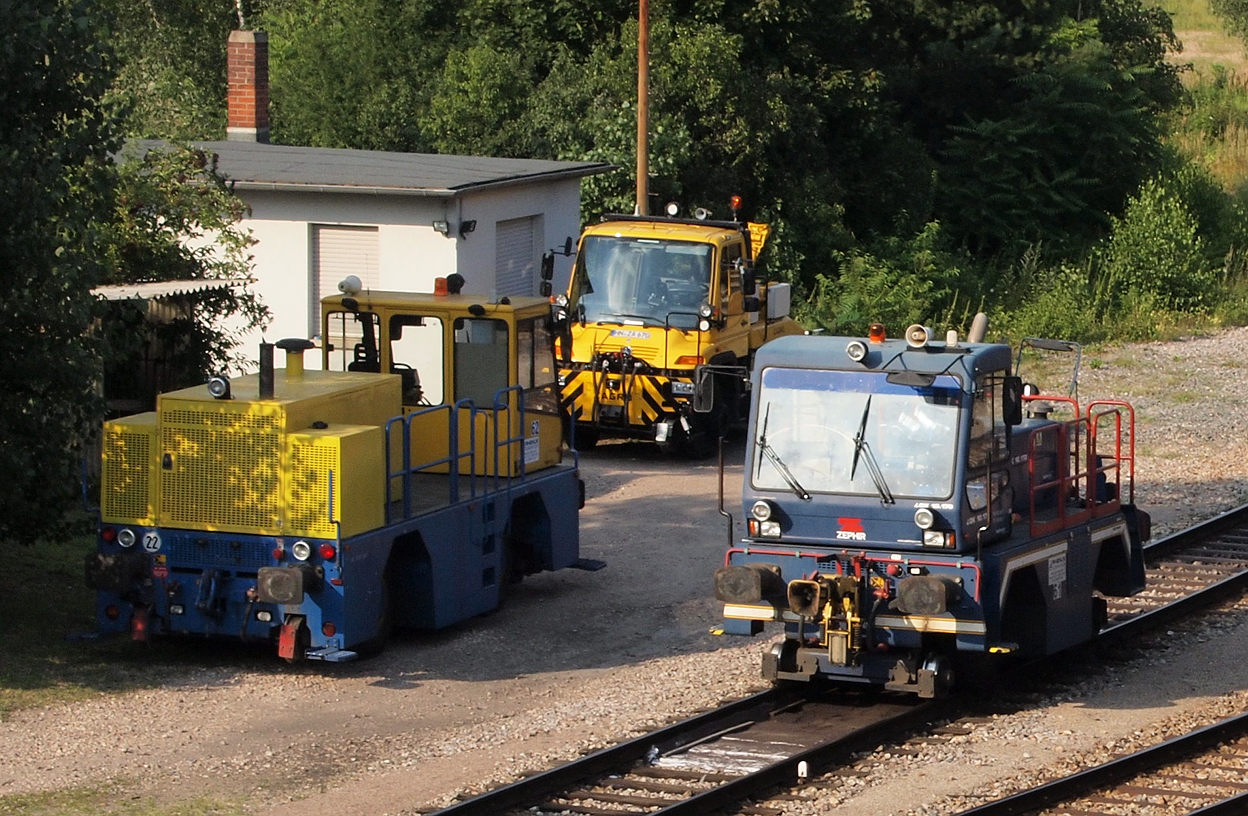
Zweiwegefahrzeuge bei der Zellstofffabrik Waldhof
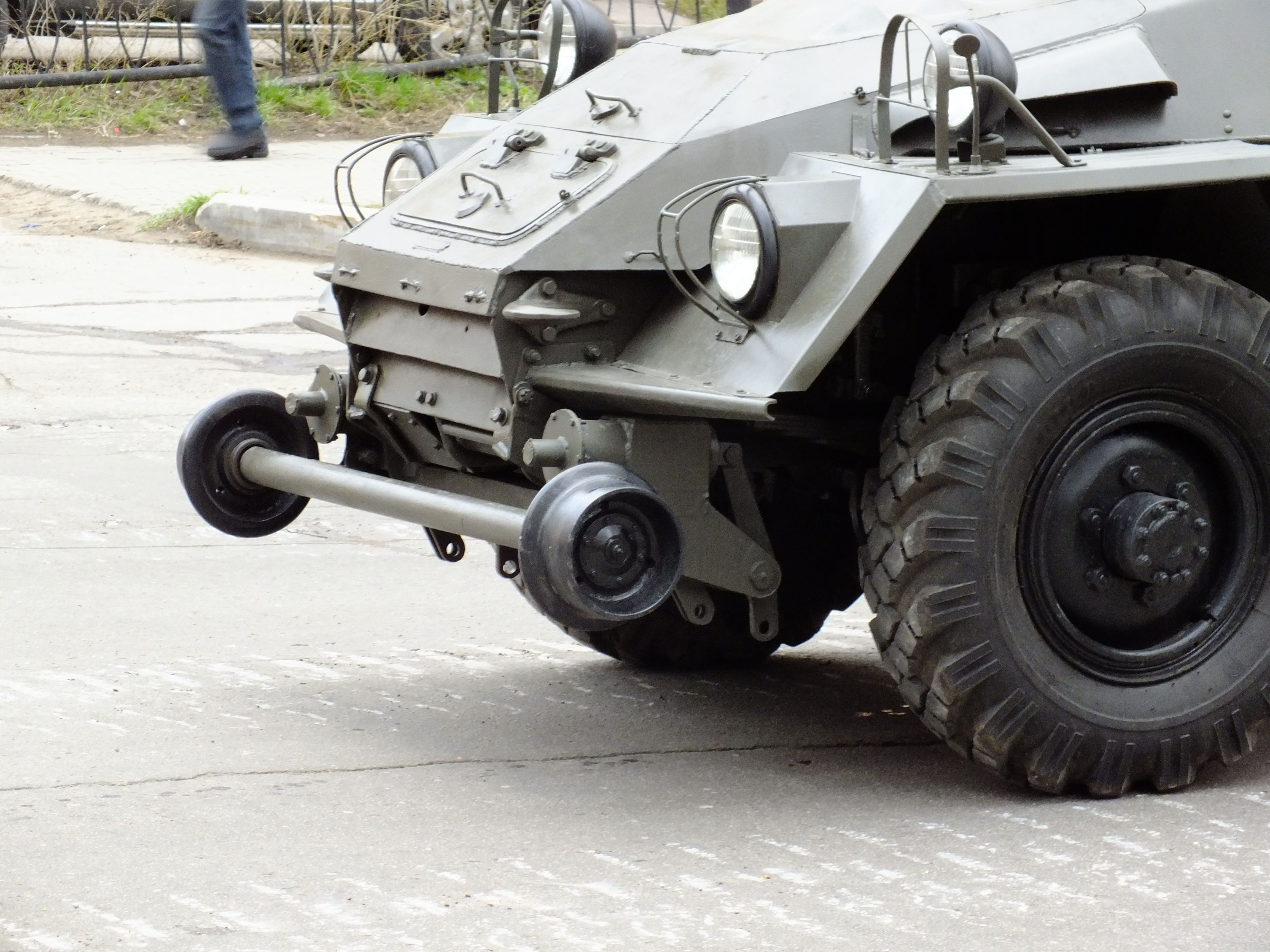
sowjetischer BTR-40 als Zweiwegefahrzeug
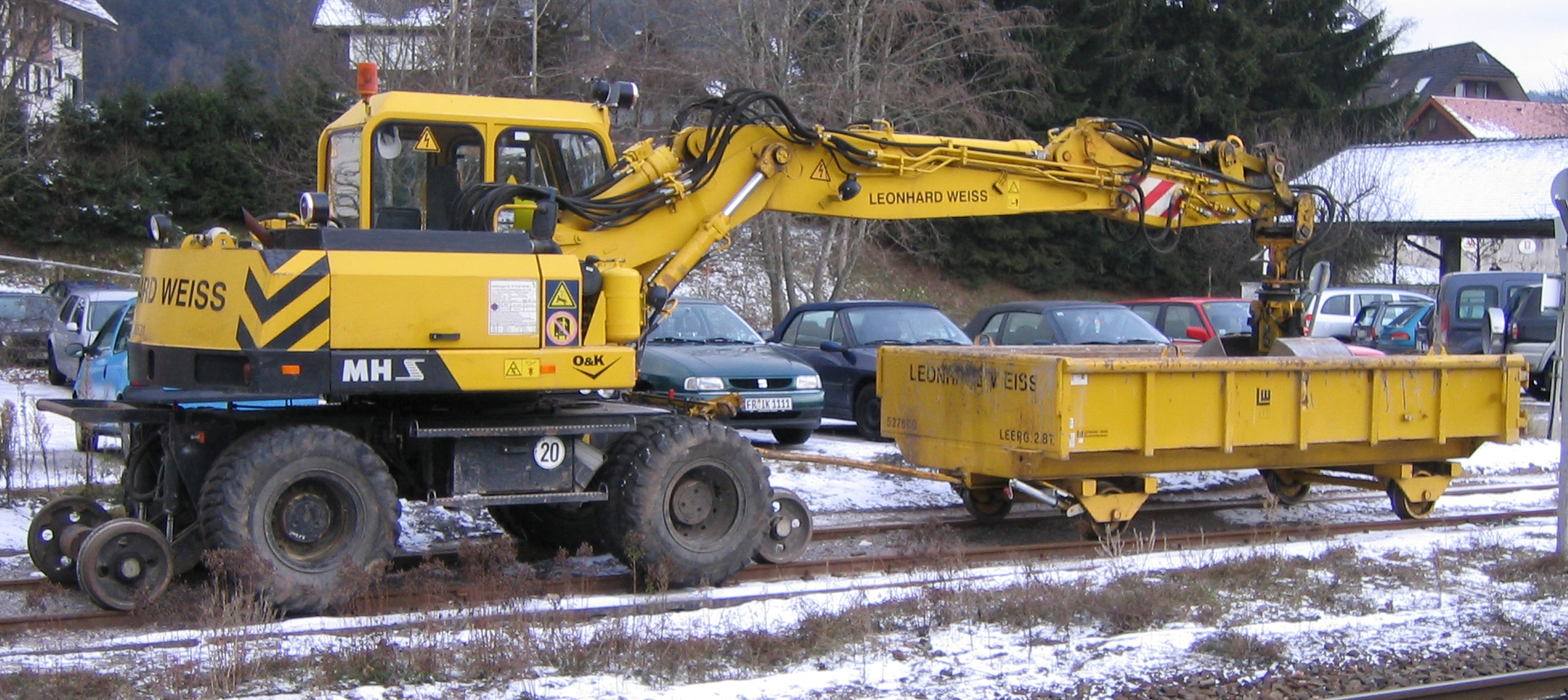
Zweiwegebagger MH S von O&K beim Einsatz auf Schienen
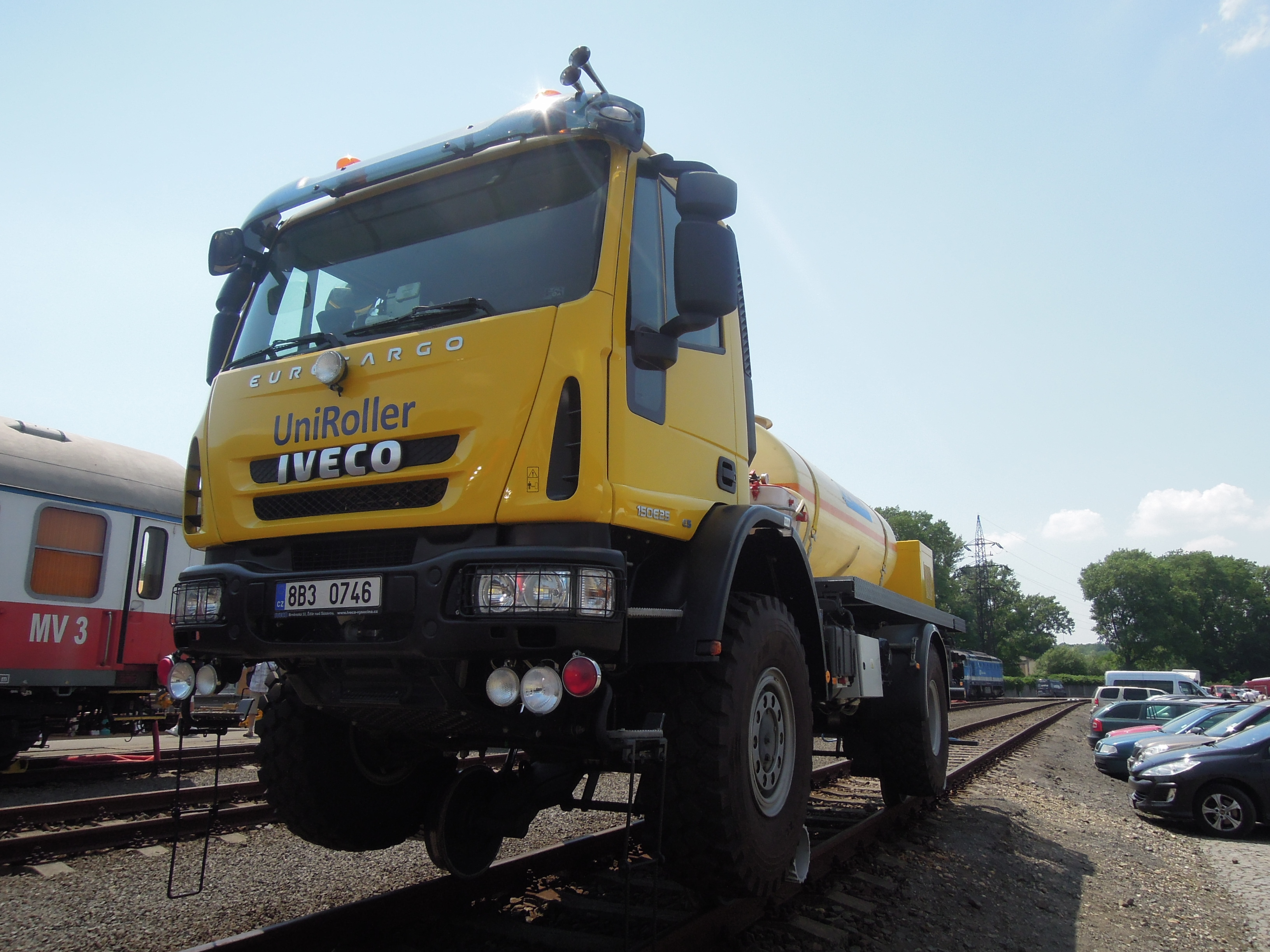
Fahrzeug der Kategorie 9B
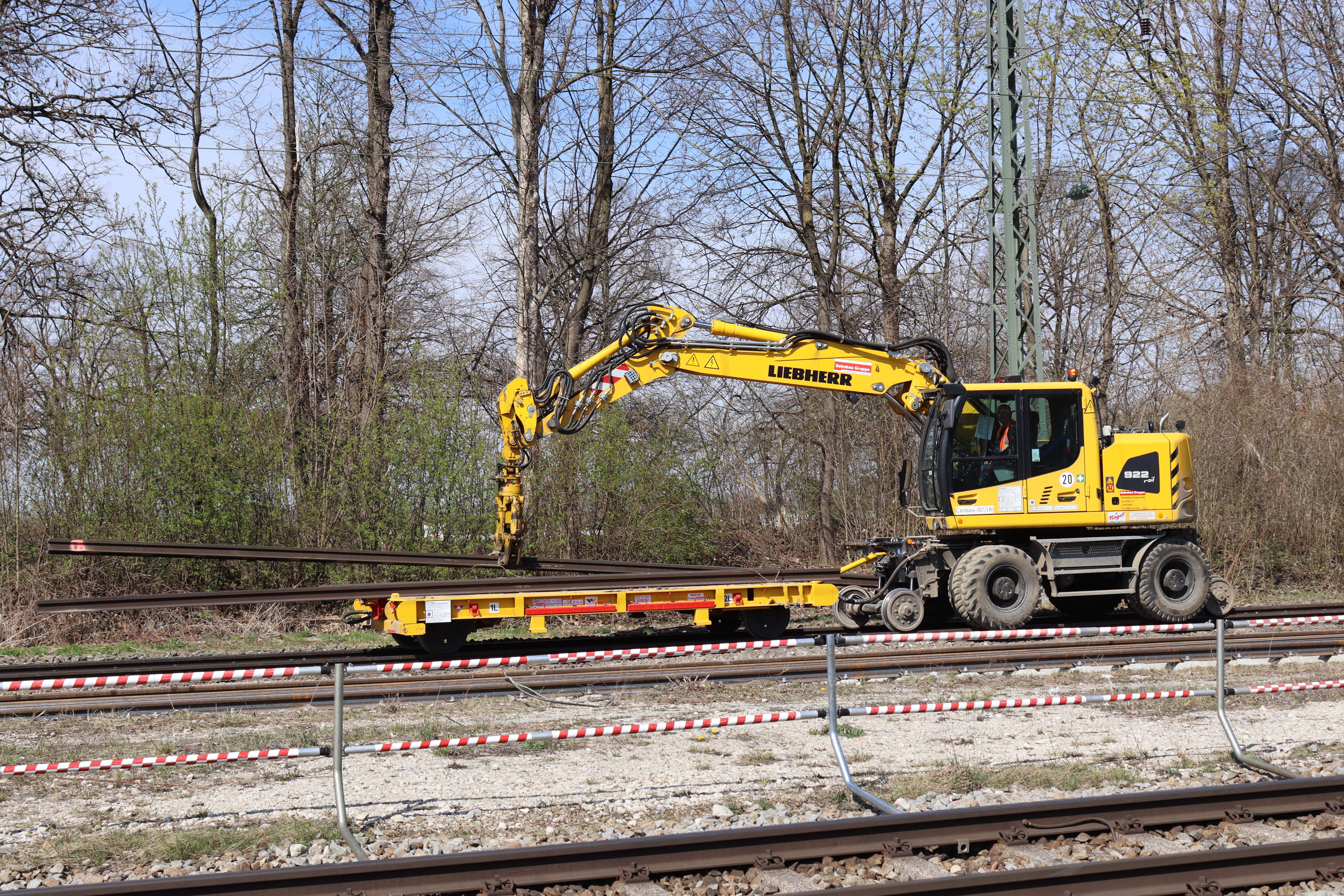
Zweiwegebagger 922rail von Liebherr beim Transport von Schienen
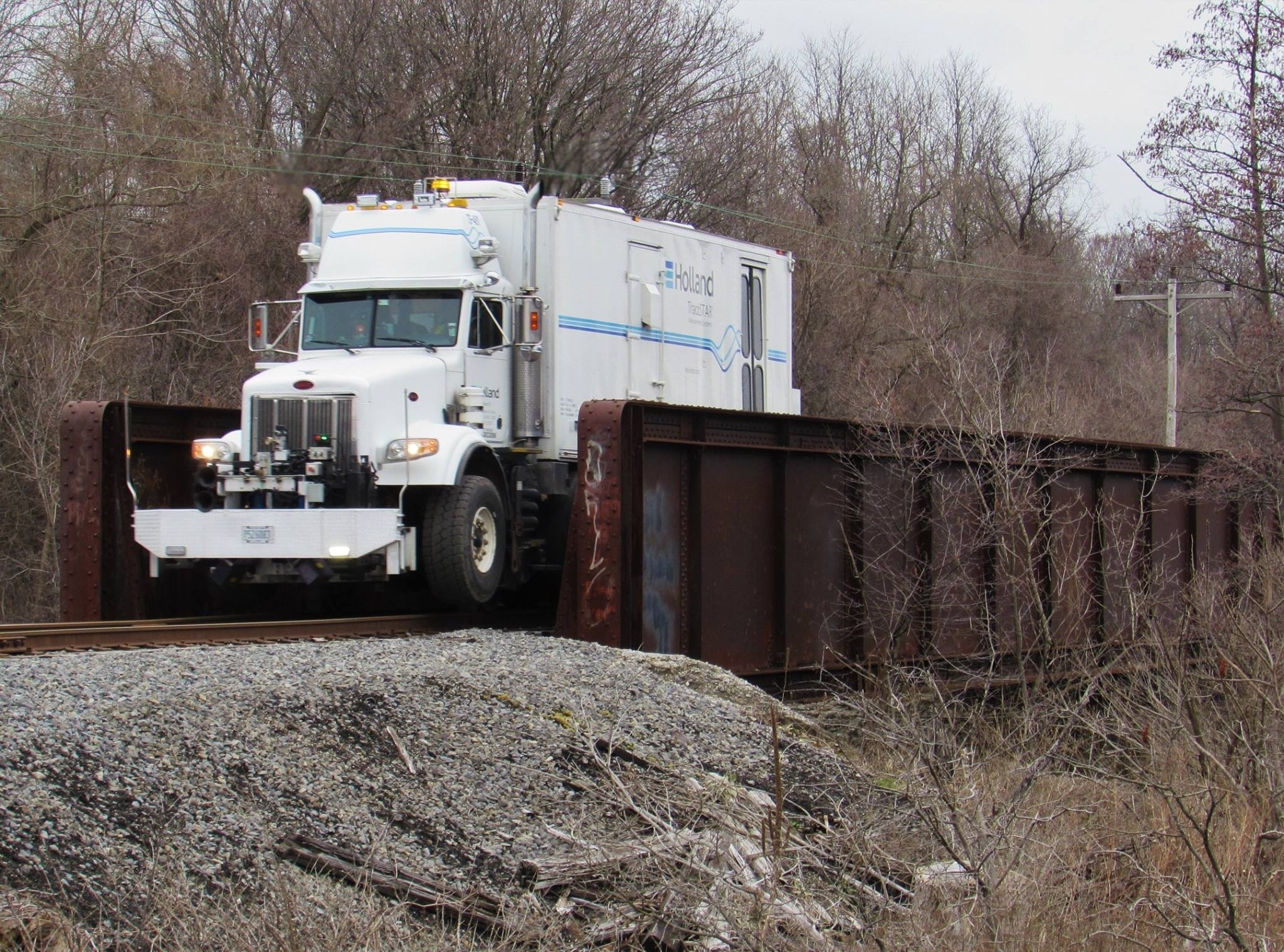
Zweiwege-Peterbilt in Washington Mills, New York

- Zweiwegebagger
- Schienen-Straßen-Omnibus der Deutschen Bundesbahn
- Zweiwege-Unimog, z. B. bei der Bundeswehr
- Elektrischer Straßenbahn-Omnibus von Siemens & Halske
- Perambulatorwagen

1972 stellte Magirus-Deutz das erste Feuerwehrfahrzeug der Welt mit Zweiwegetechnik vor. Der so genannte „Rüstwagen-Schiene“ war in der Lage, auch in U-Bahn-Tunnel zu fahren. Zu den ersten Kunden gehörte die Feuerwehr Frankfurt. Heute sind bundesweit 14 „Hilfeleistungslöschfahrzeug 24/14-Schiene“ im Einsatz.